# Cristina Maeso
María Cristina Maeso Valiño (Montevideo, 29 de junio de 1949) es una abogada y política uruguaya perteneciente al Partido Nacional.

## Biografía
Egresó como abogada de la Universidad de la República. Es especialista en derecho civil, comercial y de familia.
Se desempeñó como funcionaria de la Corte Electoral, en el área jurídica.
A raíz de la crisis bancaria de 2002, tuvo una notoria actuación como defensora de ahorristas damnificados, no exenta de problemas judiciales.
Tiene cuatro hijos: Ignacio, Lorena, Agustín y Rodrigo.

### Ámbito político
En las elecciones internas de 1982 apoyó al grupo Libertad y Servicio de Alberto Gallinal Heber, siendo electa convencional; varios la criticaron por considerarla demasiado cercana al proceso cívico-militar. Tiempo después, se asoció con el entonces intendente municipal de Montevideo, Juan Carlos Payssé, y presentaron una candidatura a la Presidencia en las elecciones nacionales de 1984, pero obtuvieron una votación magra.
En 1994 se postuló sin éxito a diputada, apoyando la candidatura presidencial de Alberto Volonté. 
En las elecciones internas de 2004 fue la única mujer en postularse como precandidata a la Presidencia de la República, encabezando el movimiento Basta y vamos. Luchó por la cuotificación política de cargos femeninos.

### En televisión
En 2003 participó como panelista del programa televisivo de Saeta TV Canal 10 Debate abierto, conducido por el periodista Gerardo Sotelo, junto con Pablo Vierci, Julio Toyos y otros comunicadores.